# Gustavson-Reaktion
Gustavson-Reaktion oder Freund-Gustavson-Reaktion ist eine Reaktion der Organischen Chemie und wurde nach dem russischen Chemiker Gawriil Gawriilowitsch Gustawson (1843–1908) benannt. Sie basiert auf der 1881 entdeckten Freund-Reaktion, die Gustavson 1887 verbesserte und die Synthese von Cyclopropan somit erleichterte.

## Übersichtsreaktion
Die Gustavson-Reaktion ist eine Reaktion von 1,3-Dihalogenpropan mit Zink, das das Natrium bei der Freund-Reaktion ersetzt. Hierbei gewinnt man ein Cyclopropan:
Gustavson hat herausgefunden, dass ohne Zugabe von Wasser oder Alkohol 1,3-Dibrompropan unter 100 °C nicht mit dem Zink reagiert.

## Mechanismus
Der Mechanismus ist noch nicht vollständig geklärt worden und gleicht dem Mechanismus der Freund-Reaktion bzw. der Wurtzschen Synthese. Am Beispiel von 1,3-Dibrompropan und Zink soll dieser gezeigt werden. Im ersten Schritt reagiert 1,3-Dibrompropan (1) mit Zink zu einer carbanionischen Organometallverbindung 2. Das Zink in 2 hat eine positive Partialladung und wird im nächsten Schritt nukleophil vom Brom am C1-Atom angegriffen, wobei das Brom die Elektronenpaarbindung zum Kohlenstoffatom mitnimmt. Gleichzeitig greift das partiell negativ geladene Kohlenstoffatom das Kohlenstoffatom der C-Br-Bindung an. Folglich wird Zinkdibromid abgespalten und es bildet sich durch die Ringschließung Cyclopropan 3.